# Geositta
Geositta é um gênero de aves da família Furnariidae. Inclui a espécie poeciloptera, anteriormente classificada num gênero distinto, o Geobates.

## Espécies
- Geositta poeciloptera (Wied-Neuwied, 1830)
- Geositta cunicularia (Vieillot, 1816)
- Geositta punensis Dabbene, 1917
- Geositta antarctica Landbeck, 1880
- Geositta tenuirostris (Lafresnaye, 1836)
- Geositta maritima (d'Orbigny & Lafresnaye, 1837)
- Geositta peruviana Lafresnaye, 1847
- Geositta saxicolina Taczanowski, 1875
- Geositta rufipennis (Burmeister, 1860)
- Geositta isabellina  (Philippi & Landbeck, 1864)
- Geositta crassirostris P.L.Sclater, 1866